# Dicranota rostrifera
Dicranota rostrifera är en tvåvingeart som beskrevs av Alexander 1946. Dicranota rostrifera ingår i släktet Dicranota och familjen hårögonharkrankar. Inga underarter finns listade i Catalogue of Life.